# کریستایز
کریستایز (به پرتغالی: Cristais) یک منطقهٔ مسکونی در برزیل است که در میناز ژرایس واقع شده‌است. کریستایز ۱۲٬۹۳۱ نفر جمعیت دارد.